# Jucu (Vila Velha)
Jucu é um distrito do município brasileiro de Vila Velha, no estado do Espírito Santo. Segundo o censo demográfico de 2022, realizado pelo Instituto Brasileiro de Geografia e Estatística (IBGE), sua população era de 91 239 habitantes e havia 29 365 domicílios particulares permanentes ocupados.
De acordo com o IBGE, em 2010 a população era de 62 709 habitantes e havia 23 503 domicílios particulares.
É onde está a foz do rio Jucu no oceano Atlântico. Foi criado pela lei estadual nº 1.445 de 10 de julho de 1924, então pertencente a Vitória, sendo transferido para Vila Velha pelo decreto estadual nº 5.041 de 11 de julho de 1934. Pelo decreto-lei estadual nº 15.177 de 31 de dezembro de 1943, o município de Vila Velha e seus distritos foram extintos e tiveram suas áreas incluídas ao território de Vitória, sendo recriados em 26 de julho de 1947.

## Etimologia
Jucu vem do tupi iuku, nome de uma planta, "variedade de canela", conforme o Dicionário de Tupi Antigo. Tal palavra (iuku) é conhecida apenas indiretamente, pois ela está presente no nome Îukugûasu (jucu grande), nome de índio tupi do século XVI ou XVII.